# Свети преподобни Зевина
Свети преподобни Зевина или Зевин (старогрч. Ζεβινας; 4. век - 5. век) је хришћански подвижник, сиријски пустињак, преподобни светитељ.
Православна црква прославља светог Зевина 23. фебруара.
Податке о животу светог Зевина износи Теодорит Кирски у 24. поглављу своје књиге „Историја богољубаца“. Зевин је био монах у околини града Кира. Доживео је дубоку старост. Својом посебном ревношћу у молитви надмашио је своје савременике, проводећи у молитви дане и ноћи. Зевин је примао посетиоце, али није дуго разговарао са њима, да не би узимао себи времме за молитву. Зевин се одликовао својом љубављу према странцима, дозволио је многима од оних који су долазили да остану код њега до вечери, али су они, избегавајући његово целоноћно бдење, покушали, под изговором неког посла, да напусте његову келију. Свети Марон Сиријски се задивио Зевиновим врлинама, и наредио свима који га посећују да оду код старца Зевина и добију његов благослов. Марон назива Зевина оцем, учитељем и примером сваке врлине. Тражио је да се обоје ставе у исти ковчег, али му се та жеља није испунила. Зевин је умро пре Марона и сахрањен је у суседном селу званом Киттика (старогрчки Κιττικα). На месту где је сахрањен подигнут је велики храм, јер су његове мошти верницима давале исцељење од разних болести. Зевинови ученици били су Полихроније и Јаков Пустињак.